# ブーレーヌ級巡洋艦
| ブーレーヌ級巡洋艦                     | ブーレーヌ級巡洋艦                                              |
| -------------------------------------- | --------------------------------------------------------------- |
| 画像をアップロード                     |                                                                 |
| 艦級概観                               |                                                                 |
| 艦種                                   | 巡洋艦                                                          |
| 艦名                                   |                                                                 |
| 前級                                   | サネ級                                                          |
| 次級                                   | イロンデル                                                      |
| 性能諸元（データはネームシップのもの） |                                                                 |
| 排水量                                 | 常備：1,330トン                                                 |
| 全長                                   | -m 63.24m（水線長）                                             |
| 全幅                                   | 10.41m                                                          |
| 吃水                                   | 4.98m                                                           |
| 機関                                   | 形式不明石炭専焼円缶2基 +横置型コンパウンド・レシプロ機関1基1軸 |
| 最大出力                               | 1,200hp                                                         |
| 最大速力                               | 12.8ノット                                                      |
| 航続距離                               | -ノット/-海里                                                   |
| 燃料                                   | 石炭：175～295トン                                              |
| 乗員                                   | 154名                                                           |
| 兵装                                   | Model 1870 16cm（-口径）単装砲1基 Model 1870 14cm単装砲5～6基   |

ブーレーヌ級巡洋艦 (Bourayne Class) はフランス海軍が建造した1,000トン台の機帆走巡洋艦で10隻が建造された。建造時には通報艦（Aviso）に分類されていたが就役後に三等巡洋艦に変更された。

## 概要
巡洋艦の多数整備のためにフランスの植民地警備や海外任務に使用する艦として1,300トン台で設計・建造されたクラスでフランス巡洋艦最多の10隻が就役した。

## 武装
武装の搭載数や口径は姉妹艦ごとに異なり、基本は艦首甲板上に16cmカノン砲1基と舷側に14cmカノン砲5基～6基だった。このうち「ダヨ」のみ19cmカノン砲1基と14cmカノン砲6基であった。就役後に近接火器として3.7cm回転式機砲が2～6基追加された。

## 同型艦
- ブーレーヌ (Bourayne)
- ダヨ (Dayot)
- デュヴディック (Duvouedic)
- ケルサン (Kersaint)
- スゴン (Segond)
- ヴォードルイユ (Vaudreuil)
- ボータン・ボープレ (Beautemps Beaupré)
- デュシャフォー (Duchaffault)
- ユゴン (Hugon)
- ケルグラン (Kerguelen)

## 参考図書
「世界の艦船増刊　フランス巡洋艦史」（海人社)